# Marchamalo (ort)
Marchamalo är en ort i Spanien.   Den ligger i provinsen Provincia de Guadalajara och regionen Kastilien-La Mancha, i den centrala delen av landet, 50 km nordost om huvudstaden Madrid. Marchamalo ligger 674 meter över havet och antalet invånare är 4 698.
Terrängen runt Marchamalo är platt åt nordväst, men åt sydost är den kuperad. Runt Marchamalo är det tätbefolkat, med 442 invånare per kvadratkilometer. Närmaste större samhälle är Guadalajara, 5,3 km sydost om Marchamalo. Trakten runt Marchamalo består till största delen av jordbruksmark.